# خوسيبا بيلوكي
خوسيبا بيلوكي (بالإسبانية: Joseba Beloki)‏ مواليد 12 أغسطس 1973 في لاثكانو، منطقة إقليم الباسك، إسبانيا، هو دراج إسباني سابق في صنف سباق الدراجات على الطريق.

## سجل النتائج

### سباقات أو مراحل فاز بها
- طواف إسبانيا

## روابط خارجية
- خوسيبا بيلوكي على موقع الاتحاد الدولي للدراجات (الإنجليزية)
- خوسيبا بيلوكي على موقع أرشيف الدراجات (الإنجليزية)
- خوسيبا بيلوكي على موقع إحصائيات الدراجات الإحترافية (الإنجليزية)
- خوسيبا بيلوكي على موقع نسبة الدراجات (الإنجليزية)
- خوسيبا بيلوكي على موقع CycleBase (الإنجليزية)